# Aitor Fresán Oroz
Aitor Fresán Oroz (Pamplona, 18 de març de 1976) és un futbolista navarrès, que ocupava la posició de defensa.

## Trajectòria
Sorgeix del planter del CA Osasuna, tot debutant amb el primer equip a la campanya 94/95, l'any següent al descens osasunista a la Segona Divisió. A partir de la temporada 95/96 esdevé titular amb els navarresos, condició que mantindria fins a 1999. La temporada 99/00, any de l'ascens a la màxima categoria, en juga 20 partits. La temporada 00/01, amb l'Osasuna a primera divisió, roman inèdit durant tota la temporada, sense que arribe a debutar al màxim nivell. En total, hi sumaria 128 partits de lliga amb els de Pamplona.
Mitjada la campanya 00/01 recala a l'Albacete Balompié, amb qui només disputa 29 partits en dues temporades. A partir d'ací, la seua carrera prossegueix en equips més modestos. Entre 2002 i 2005 milita a Segona B a les files del CD Ourense, i després de passar per la UB Conquense, el 2006 retorna a Navarra per jugar amb el CD Tudelano.